# Brestak, Varna
Brestak (în bulgară Брестак) este un sat în comuna Vălci Dol, regiunea Varna,  Bulgaria. 

## Demografie
Componența etnică a satului Brestak
     Bulgari (87,73%)
     Romi (3,09%)
     Turci (6,8%)
     Nicio identificare (2,37%)
La recensământul din 2011, populația satului Brestak era de 970 locuitori. Din punct de vedere etnic, majoritatea locuitorilor (87,73%) erau bulgari, existând și minorități de turci (6,8%) și romi (3,09%). Pentru 2,37% din locuitori nu este cunoscută apartenența etnică.